# YG Entertainment
YG Entertainment (на корейски: YG 엔터테인먼트) е звукозаписна компания и агенция за таланти, основана през 1996 г. от Янг Хьон-сок в Сеул, Южна Корея с главен изпълнителен директор Янг Мин-сок. Към октомври 2014 г. общата стойност на компанията е 743.3 милиарда KRW.
Заедно с SM и JYP entertainment образуват „Голямата тройка“ – термин, назоваващ трите най-печеливши развлекателни компании в Южна Корея. „Голямата тройка“ поставя основите на субкултурата кей поп, която днес има милиарди гледания в YouTube.
YG Entertainment е дом на световноизвестния Сай, Биг Бенг, нашумелите Akdong Musician (AKMU) и Black Pink, актьорите Чанг Хьон-сонг, Ю Ин-на и др

## YG FAMILY

### Групи
- Jinusean
- Sechs Kies
- 1TYM (1998 – 2005)
- Epik High
- Биг Бенг
- 2NE1 (2009 – 2016)
- Akdong Musician
- WINNER
- iKON
- BLACKPINK
- BABYMONSTER

### Изпълнители
- Ти О Пи (Биг Бенг)
- Теянг (Биг Бенг)
- Дара
- Джи-Драгън (Биг Бенг)
- Бом (2NE1)
- Канг Сънг Юн (WINNER)
- Табло (Epik High)
- Десънг (Биг Бенг)
- Сунгри (Биг Бенг)
- Си Ел (2NE1)
- Мино (WINNER)
- Лий Хай
- Сай
- Кейти Ким

### Колаборации
- Джи-Ди & Ти О Пи (BIGBANG)
- Хай Сухьон (И Хай и Сухьон от AkMu)
- Джи-Ди X Теянг (BIGBANG)
- Си Ел & Минзи (2NE1)
- Бом & Хай (Пак Бом от 2NE1 и И Хай)
- B.I. & Боби (iKON, „двойно Би“)
- Мино & Техьон (WINNER)

## Актьори
- Ким Хи-е
- Ча Сънг-уон
- Чой Джи-у
- Канг Донг-уон
- Ю Ин-на
- Ку Хье-сон
- Го Чун-хи
- И Чонг-сок
- И Сонг-кьонг
- Нам Джу-хьок
- Ким Се-рон
- Кал Со-уон
- Им Йе-джин
- Чанг Хьо-сонг
- Чанг Хьо-йонг
- О Санг-джин
- Со Чонг-йон
- Сон Хо-чун
- Стефани И
- Чонг Йо-джин
- Ким Хе-чонг
- И Йонг-у
- Чой Сънгхьон
- Пак Сандара